# Трудотерапия психически больных
Трудотерапи́я психи́чески больны́х — область медицинской практики, пограничная между психиатрией, клинической психологией и психологией труда, центральной задачей которой является адаптация психически больного к социуму посредством его включения в активную трудовую деятельность, моделируемую в стационаре или на производстве.
В процессе трудотерапии пациент отвлекается от болезни, повышает самооценку, тренирует интеллектуально-волевую сферу, восстанавливает социальные связи.
Уровни социально-трудовой реадаптации психически больных (по С. Г. Геллерштейну):
1. Профессиональная реадаптация: возврат к прежней профессии, когда коллеги «дефект не замечают».
2. Производственная реадаптация: возврат к труду, но при снижении квалификации.
3. Специализированно-производственная реадаптация.
4. Лечебно-производственная реадаптация.
5. Внутрисемейная реадаптация: выполнение домашних обязанностей.
6. Внутрибольничная реадаптация: при глубоких дефектах психики.

## Эффективность и противопоказания
Геллерштейн указывает на следующие важные признаки трудотерапии, влияющие на восстановление активности больных:
1. Соответствие человеческим потребностям
2. Целевой характер деятельности
3. Мощное воздействие упражнения
4. Мобилизация активности, внимания и т. д.
5. Необходимость приложения усилия, напряжения
6. Широкие возможности компенсации
7. Преодоление трудностей и препятствий, возможность регулирования их дозировки
8. Включение в жизненно полезный ритм
9. Результативность, предпосылки организации обратной связи
10. Благодатное поле для отвлечения, переключения, смены установки
11. Рождение положительных эмоций — чувства удовлетворения, полноценности и др.
12. Коллективный характер труда.

### Противопоказания к трудотерапии
- Трудотерапия абсолютно противопоказана при острых болезненных состояниях, патологии сознания, кататонии и проч.
- Временно противопоказана при активном медикаментозном лечении, выраженных депрессивных и астенических состояниях[источник не указан 5381 день], при наличии у больного негативизма к труду.

## Принципы трудотерапии
При трудотерапии надо ориентироваться на доступные больному виды труда и его зону ближайшего развития (по Л. С. Выготскому). Для этого используется особая модификация профессиографии (Геллерштейн).
Принципы использования трудотерапии:
1. Труд больных должен быть результативным, и больной должен видеть результаты своей деятельности.
2. Необходим индивидуальный учёт выработки больных.

## Трудотерапия при конкретных видах психопатологии
- Галлюцинаторный синдром. Активное включение больных в труд приводит к ослабеванию галлюцинаций. Но труд должен быть напряжённым, активным и мало поддающимся автоматизации. Механизм лечебного действия труда в этих случаях: подавление патологической доминанты и создание новой трудовой доминанты. Больные страдают не столько от самих галлюцинаций, сколько от поглощённости психики этими переживаниями; активный труд уменьшает такую поглощённость, наполняя психическую жизнь больного новым здоровым содержанием.
- Депрессивные состояния. Больным важно отвлечься от тягостных переживаний, дать надежду на выздоровление, создать доминанту для отвлечения от тревожных мыслей. Труд должен быть исключительно индивидуальным, позволяющим оценивать продуктивность и чередовать различные формы работы. Эта работа должна опираться на привычные навыки, важно показать больному его полноценность, пригодность к осмысленной, полезной деятельности.
- Двигательная заторможенность. Партнером по работе может быть лишь больной, незначительно превосходящий по активности, либо инструктор по труду. Метод рабочих проб: инструктор некоторое время работает с больным на спаренной работе, выделяет свойственный больному ритм, темп движений, стиль его работы, характерные недостатки и др.
- Умственная отсталость. Если у этих больных есть интерес к труду, то они ничем не отличаются от здоровых (по экспериментальным данным). У умственно отсталых (например, при болезни Дауна) хорошо развита моторная память и исполнительность (они очень старательны); кроме того, они очень эмоциональны и эмпатийны.

## История трудотерапии
Трудотерапия включает в себя как физические, так и психические аспекты реабилитации (в отличие от лечебной физкультуры, например). В психиатрической практике трудотерапия появляется в XVIII в. (Ф. Пинель, В. Кьяруджи и др.), в России её активно продвигали И. Ф. Рюль, В. Ф. Саблер,  Н. Н. Баженов, П. П. Кащенко. В Советском Союзе терапия занятостью начинает распространяться с 1930-х гг. (Т. А. Гейер, Д. Е. Мелехов, М. А. Джагаров, Г. В. Зеневич) в специальных трудовых мастерских (лечебно-трудовые мастерские (ЛТМ)), виды работ в которых были, как правило, несложные, проводились с учётом состояния и навыков пациента и при поддержке врача-трудотерапевта.
В постсоветское время в России деятельность лечебно-трудовых мастерских регулируется законом о психиатрической помощи и осуществляется в психоневрологических интернатах, психоневрологических диспансерах, при психиатрических больницах; предполагается, что основная цель работы в ЛТМ направлена на последующее трудоустройство. На сайте одного из психоневрологических интернатов говорится, что при направлении на работу в ЛТМ пациента психоневрологического интерната лечащий врач должен разъяснить ему цели и значение вовлечения в трудовой процесс и что трудотерапия должна занимать не более четырёх часов в день. Виды работ (цеха, мастерские): швейный, прикладной, картонажный, сборочный, полиграфический и др.

## Нарушения прав
Хотя система социально-трудовой реабилитации в СССР считалась безусловным достижением советской психиатрии, для неё был характерен ряд недостатков. Работа, как правило, была низко оплачиваемой и малопривлекательной для пациентов; предлагавшийся выбор видов труда сводился главным образом к рутинным и примитивным. Почти отсутствовала возможность поэтапной трудовой реабилитации, трудовое переобучение и переориентация были затруднены из-за ограничения видов специальностей, отсутствия дифференцировки в зависимости от индивидуальных потребностей и склонностей пациентов.
Сохранились воспоминания бывшего пациента Сычёвской специальной психиатрической больницы, диссидента М. Кукобаки: «Так называемая „трудотерапия“ превратилась в доходное коммерческое предприятие для властей. Станки расставлены без учёта санитарных норм, теснота. Вся вентиляция — это несколько форточек. Больных под прямым или косвенным давлением вынуждают работать с утра и до вечера. В летние месяцы практикуются работы и после ужина. Разумеется, всё это формально на добровольных началах. Но попробуй не пойти! Тут же обнаружат у тебя „изменение состояния“, и начнётся истязание различными уколами, травля со стороны санитаров-уголовников и т. д.». Сходные впечатления остались и у В. П. Рафальского, проведшего двадцать лет в психиатрических больницах специального типа: «При психушке фабрика на пятьсот машинок. Рабочий день — шесть часов, благодаря Богу, ибо на фабрике грохот — стены дрожат, и, вдобавок, уйму динамиков добавляют, и себе на полную катушку, магнитофонную запись современной супермузыки. <…> Погнали на работу с первых дней. А представляете ли Вы, что значит работать под нейролептиками? А работали»:60, 64.
Трудотерапия в некоторых советских спецпсихбольницах была обязательной, в некоторых лишь поощрялась администрацией. Пациенты работали в картонажных, ткацких, переплётных, швейных и других мастерских, получая за это чрезвычайно малую заработную плату — от 2 до 10 рублей в месяц, перечислявшихся на личный денежный счёт. Администрации специальных психиатрических больниц этот труд был очень выгоден, так как цена сбыта изготовляемой продукции в десятки раз превышала стоимость оплаты труда.
В постсоветское время бо́льшая часть существовавших практически во всех психиатрических стационарах СССР лечебно-трудовых мастерских оказалась заброшенной из-за недостатка финансирования; объёмы трудотерапии снизились, оплата труда пациентов носит чисто символический характер, продолжают отмечаться нарушения прав человека. Зачастую в больницах имеет место эксплуатация труда пациентов, порой недобровольного: пациенты занимаются уборкой территорий и отделений, участвуют в ремонтных, разгрузочно-погрузочных работах и т. п. Между тем, согласно Закону РФ «О психиатрической помощи и гарантиях прав граждан при её оказании», пациенты учреждения, оказывающего стационарную психиатрическую помощь, вправе «получать наравне с другими гражданами вознаграждение за труд в соответствии с его количеством и качеством, если пациент участвует в производительном труде». Согласно документу ООН «Принципы защиты психически больных лиц и улучшения психиатрической помощи», «ни при каких обстоятельствах пациент не может подвергаться принудительному труду. <…> Труд пациента, содержащегося в психиатрическом учреждении, не должен эксплуатироваться. Любой такой пациент имеет право получать за выполняемую им работу такое же вознаграждение, какое в соответствии с внутригосударственным законодательством или обычаями получило бы за аналогичную работу лицо, не являющееся пациентом». Случаи грубой эксплуатации труда проживающих отмечались и в психоневрологических интернатах.
В материалах опроса, проведённого в 1990-е годы, отмечалось, что российские пациенты выражали недовольство плохой организацией трудотерапии во всех организационных формах, где она используется. Пациенты заявляли, что предлагаемые им виды работы примитивны и монотонны, не соответствуют их потребностям и трудовым навыкам, трудотерапия носит по сути принудительный характер. Опросы показывали, что трудотерапия в том виде, в котором она существует в большинстве исследованных психиатрических учреждений, не только не достигает своей цели, но и является одним из основных источников неудовлетворённости больных.
При деинституционализации психиатрии в ряде западных стран произошёл отказ от трудотерапии и переход к труду по трудовому договору, которым права пациента и оплата его работы гарантируются в полном объёме.